# Bearley
Bearley – wieś w Anglii, w hrabstwie Warwickshire, w dystrykcie Stratford-on-Avon. Leży 11 km na zachód od miasta Warwick i 138 km na północny zachód od Londynu. W 2001 miejscowość liczyła 758 mieszkańców.